# اینتلیجنت وال
اینتلیجنت وال (به انگلیسی: Intelligent Whale) یک زیردریایی بود که طول آن ۲۸ فوت ۸ اینچ (۸٫۷۴ متر) بود.